# Ендрю Фаулер (плавець)
Ендрю Фаулер (9 грудня 1995) — гаянський плавець.
Учасник Олімпійських Ігор 2020 року, де в попередніх запливах на дистанції 100 метрів вільним стилем посів 67-ме місце і не потрапив до півфіналів.